# Bergflucht
Bergflucht (ook Höhenflucht) is een benaming voor de menselijke migratie uit bergregio's.
De oorzaak van de bergflucht is voornamelijk gelegen in nadelige omstandigheden in de berggebieden als klimaat en de relatief grote afstand tot centra en hoofdverbindingswegen. Verder hebben verbeterde verkeersverbindingen ervoor gezorgd dat er minder behoefte is aan dienstverlening op de bergpassen.
Vanwege ontbrekende arbeidsplaatsen en een beperkt aanbod aan cultuur en tijdverdrijf in de bergregio's zijn het vooral de jongeren die naar de meer stedelijke gebieden trekken. Als gevolg hiervan sterven soms hele bergdorpen uit. Een vergelijkbaar fenomeen in de landelijke gebieden wordt landflucht genoemd. Beide fenomenen hebben toenemende verstedelijking tot gevolg.
In bijvoorbeeld Zwitserland worden tegenmaatregelen genomen in de vorm van subsidies voor landbouwers in bergstreken en de bevordering van toerisme.